# Agent Sawu
Agent Sawu (ur. 24 października 1971) – zimbabwejski piłkarz grający na pozycji napastnika.

## Kariera klubowa
Karierę piłkarską Sawu rozpoczął w klubie Zimbabwe Saints FC. W jego barwach zadebiutował w 1990 roku w zimbabwejskiej Premier League. W 1992 roku był wypożyczony do cypryjskiego drugoligowego zespołu APOP Kinyras Peyias, w którym rozegrał 7 spotkań. W Zimbabwe Saints grał do 1993 roku.
Latem 1993 Sawu przeszedł do szwajcarskiego klubu SC Kriens, występującego w drugiej lidze szwajcarskiej. Po roku gry w tym klubie odszedł do pierwszoligowego FC Luzern. W 1997 roku wystąpił w przegranym po serii rzutów karnych finale Pucharu Szwajcarii z FC Sion. Po 4 latach gry w Luzern odszedł do BSC Young Boys z Berna. Grał tam do końca 1999 roku, a na początku 2000 roku przeszedł do FC Basel. W latach 2000–2002 występował w drugoligowym FC Wil.
W połowie 2002 roku Sawu odszedł do chińskiego Chongqing Lifan, a na początku 2003 roku wrócił do Zimbabwe i grał tam w klubie Dynamos Harare. W 2004 roku przeszedł do południowoafrykańskiego Bush Bucks FC z miasta Umtata. W 2005 roku znów grał w ojczyźnie, w klubie CAPS United, z którym został mistrzem kraju. Ostatnim klubem w karierze Zimbabwejczyka był południowoafrykański Durban Stars. W 2008 roku zakończył karierę piłkarską.
| Sezon   | Klub                | Kraj              | Rozgrywki        | Mecze | Bramki |
| ------- | ------------------- | ----------------- | ---------------- | ----- | ------ |
| 1990    | Zimbabwe Saints FC  | Zimbabwe          | Premier League   | 15    | 4      |
| 1991    | Zimbabwe Saints FC  | Zimbabwe          | Premier League   | 31    | 17     |
| 1991/92 | APOP Kinyras Peyias | Cypr              | B’ Kategorias    | 7     | 0      |
| 1993    | Zimbabwe Saints FC  | Zimbabwe          | Premier League   | 29    | 16     |
| 1993/94 | SC Kriens           | Szwajcaria        | Challenge League | 14    | 10     |
| 1994/95 | FC Luzern           | Szwajcaria        | Super League     | 28    | 4      |
| 1995/96 | FC Luzern           | Szwajcaria        | Super League     | 31    | 10     |
| 1996/97 | FC Luzern           | Szwajcaria        | Super League     | 33    | 10     |
| 1997/98 | FC Luzern           | Szwajcaria        | Super League     | 30    | 2      |
| 1998/99 | BSC Young Boys      | Szwajcaria        | Super League     | 32    | 5      |
| 1999/00 | BSC Young Boys      | Szwajcaria        | Super League     | 3     | 0      |
| 1999/00 | FC Basel            | Szwajcaria        | Super League     | 8     | 0      |
| 2000/01 | FC Wil              | Szwajcaria        | Challenge League | 14    | 9      |
| 2001/02 | FC Wil              | Szwajcaria        | Challenge League | 22    | 19     |
| 2002    | Chongqing Lifan     | Chiny             | Super League     | ?     | ?      |
| 2003    | Dynamos Harare      | Zimbabwe          | Premier League   | 30    | 20     |
| 2004/05 | Bush Bucks FC       | Południowa Afryka | Premier League   | 18    | 7      |
| 2005    | CAPS United         | Zimbabwe          | Premier League   | ?     | ?      |
| 2005/06 | Durban Stars        | Południowa Afryka | Mvela League     | ?     | ?      |
| 2006/07 | Durban Stars        | Południowa Afryka | Mvela League     | ?     | ?      |
| 2007/08 | Durban Stars        | Południowa Afryka | Mvela League     | ?     | ?      |

## Kariera reprezentacyjna
W reprezentacji Zimbabwe Sawu zadebiutował 9 października 1992 roku w wygranym 1:0 meczu elimiancji do MŚ 1994 z Togo, rozegranym w Harare. W 2004 roku w Pucharze Narodów Afryki 2004 rozegrał jeden mecz, z Egiptem (1:2). Od 1992 do 2004 rozegrał w niej 40 meczów i strzelił 16 goli.